# Monaco aux Jeux olympiques de la jeunesse d'hiver de 2016
Monaco participe aux Jeux olympiques de la jeunesse d'hiver de 2016 à Lillehammer en Norvège du 12 au 21 février 2016.

## Médaillé

### Ski alpin
Homme
| Athlète     | Épreuve      | Manche 1 | Manche 1 | Manche 2 | Manche 2 | Total | Total |
| Athlète     | Épreuve      | Temps    | Rang     | Temps    | Rang     | Temps | Rang  |
| ----------- | ------------ | -------- | -------- | -------- | -------- | ----- | ----- |
| Paul Croesi | Slalom       |          |          |          |          |       |       |
| Paul Croesi | Slalom géant |          |          |          |          |       |       |
| Paul Croesi | Super-G      | NC       | NC       | NC       | NC       |       |       |
| Paul Croesi | Combiné      |          |          |          |          |       |       |